# Пасхалий I
Пасхалий I (Paschalis I.; еврейски, гръцки, лат.: Великденски; * Великден в Рим; † 824 в Рим) е папа от 817 до 824 г., след Стефан IV.
Игуменът на Св. Стефан (до Св. Петър, Рим) е избран за папа на 25 януари 817 и получава от император Людовик Благочестиви подновявяне на гаранцията за самостоятелност на Църковната държава и свободен папски избор.
Папа Пасхалий подпомага мисионизацията на Северна Европа. Той помазва през 823 г. Лотар I като император на Франкското кралство.
Заради политиката си не е обичан в Рим. Когато умира, народът не разрешава да бъде погребан в Св. Петър. Погребан е във възстановената от него църква „Санта Праседе“, но Евгений II го премества в капела на Ватиканската базилика.
Обявен е за светия, патронат-празникът е на 14 май. На 11 февруари е католическият му опоменателен ден.